# Susan Kellerman
Susan Kellerman (ou Kellermann) est une actrice américaine.

## Filmographie

### Films
- 1980 : Where the Buffalo Roam d'Art Linson : la serveuse
- 1980 : Oh Heavenly Dog : German Clerk
- 1987 : Le Secret de mon succès : Maureen
- 1987 : Un ticket pour deux : la serveuse
- 1988 : Parle à mon psy, ma tête est malade (The Couch Trip) : la femme dans le bus
- 1988 : Beetlejuice : Grace
- 1988 : Elvira, maîtresse des ténèbres (Elvira, Mistress of the Dark) : Patty
- 1991 : The Marrying Man : Bobbie
- 1992 : La mort vous va si bien (Death Becomes Her) : Docteur
- 1993 : Drôles de fantômes (Heart and Souls) : Noelle
- 1997 : L'Associé du diable de Taylor Hackford : Joyce Rensaleer
- 1999 : Swallows : Mimi
- 1999 : Just One Time : Nava Hannibal (la mère d'amy)
- 2000 : Boys and Girls : Therapeute
- 2006 : Vacances sur ordonnance (Last Holiday) : Gunther

### Téléfilms
- 1982 : The Wild Women of Chastity Gulch : Betsy
- 1983 : Dixie: Changing Habits : Sœur Jean-Baptiste
- 1983 : The Fighter : Monty
- 1988 : I Saw What You Did : professeur de gymnastique
- 1990 : How to Murder a Millionnaire
- 1992 : In Sickness and in Health : Administratrice
- 1994 : Reunion

### Séries
- 1978 Starsky et Hutch : Mary
- 1979 Laverne & Shirley : Bambi
- 1979-1982 Taxi : Greta Gravas
- 1983 Remington Steele : Janet Kimmell
- 1983 Knight Rider : Nurse Langly
- 1984 The Jeffersons : Marie Husar
- 1984 Hill Street Blues : Eva
- 1985 Cagney et Lacey : Helen Neuwirth
- 1985 Hail to the Chief : Madame Zolotov
- 1986 L.A. Law
- 1987 Perfect Strangers : Marsha Manning
- 1988 Simon & Simon : Betty Delvecchio
- 1989 Dear John : Blomlika
- 1990 Doctor Doctor : La bohémienne
- 1991 Babes : Sloane
- 1992 Murder, She Wrote : Sergent Martha Redstone
- 1994 Murphy Brown : Madame Wallace
- 2000 : New York, police judiciaire (saison 10, épisode 23) : Jeannie Stokes
- 2003 : New York, unité spéciale (saison 4, épisode 19) : Mrs. Hedges
- 2004 Monk : Maria Disher